# Republikken Novgorod
Republikken Novgorod (russisk: Новгородская республика, tr. Novgorodskaja respublika; oldkirkeslavisk: Новъгородьская земля, tr. Novgorodskaja zemlja; (dansk: ~ Novgorod-landet)) var en stor og indflydelsesrig stat i middelalderens Rusland. Den eksisterede mellem 1100- og 1400-tallet, og strakte sig fra Østersøen til Uralbjergene.
Blandt Novgorods indbyggere blev bystaten kaldt Hans Majestæt Herre Novgorod den store (russisk: Государь Господин Великий Новгород – tr. Gosudar Gospodin Velikij Novgorod), eller oftere blot Herre Novgorod den store russisk: Господин Великий Новгород, tr. Gospodin Velikij Novgorod). Hele regionen – byen og dens enorme opland – blev kaldt De novgorodske lande.

## Historie
Novgorod var hovedstad i det rige, Rurik oprettede i det 9. århundrede, men da Rurikslægten senere erobrede Kijev og flyttede hovedstaden dertil, mindskedes Novgorods betydning. Kijevrigets fyrste sendte typisk sin arving til Novgorod som lokal fyrste, og dette system bestod indtil det 12. århundrede, hvor Kijevriget blev alvorligt svækket af interne stridigheder i fyrsteslægten. Bojarene i Novgorod begyndte i denne periode at dominere embederne som posadnik og tysjatskij, som hidtil var blevet udpeget af storfyrsten i Kijev. I 1136 afsatte novgorodene Fyrst Vsevolod Mstislavitsj, og i løbet af det næste halvandet århundrede formåede de at invitere og afsætte flere fyrster. Dog var disse invitationer og afsættelser ofte baseret på, hvem der var den dominerende fyrste i Rus på den tid, og ikke på nogen uafhængig tænkning fra Novgorods side.
Byer som Staraja Russa, Ladoga, Torzjok og Sjlisselburg var en del af de novgorodske lande, og i følge enkelte kilder blev byen Staraja Russa i 1200-tallet ledet af en præst under ærkebiskoppen.
Byen Pskov var i begyndelsen en del af Novgorods lande, men var de facto uafhængig i hvert fald fra 1200-tallet. Flere fyrster, blandt andet Daumantas af Pskov (russisk: Dovmont) og Vsevolod Mstislavitsj herskede i Pskov uden nogen hensyn til eller konsultation med fyrsten eller andre embedsmænd i Novgorod. Pskovs uafhængighed blev anerkendt i Bolotovo-traktaten i 1348. Selv derefter var det imidlertid ærkebiskoppen i Novgorod, der var overhoved for kirken i Pskov, og beholdt titel som "Ærkebiskop af Novgorod den store og Pskov" frem til 1589. Mellem 1100- og 1400-tallet ekspanderede Republikken Novgorod mod øst og nordøst. Novgorodene udforskede områderne rundt om Onega, langs floden Nordlige Dvina, og kystlinjerne langs Hvidehavet. I begyndelsen af 1300-tallet udforskede de Nordishavet, Barentshavet, Karahavet, og den vestsibirske flod Ob.
De ugriske stammer i Nord-Ural måtte betale tribut til Novgorod. Landområderne nord for byen, som var rige på pels, havfauna, salt med mere, var af stor økonomisk betydning for Novgorod, og republikken udkæmpede fra slutningen af 1300-tallet en lang række krige mod Storfyrstendømmet Moskva for at fastholde kontrollen over disse landområder. Tabet af dem betød økonomisk og kulturel tilbagegang for byen og dens indbyggere, og det er næppe en overdrivelse at sige, at nederlaget i disse krige førte til republikkens fald.

## Byens interne organisering
Den nøjagtige styrelse af middelalderens Novgorod-republik er usikker, selv om traditionelle historie har skabt et billede af et højt institutionaliseret netværk af vetja (ental: vetje dansk: ~ nationalt råd; kyrillisk: вече), og en regering bestående af flere posadniker (dansk: ~ borgmestre; kyrillisk: посадник), tysjatskijer (dansk: ~ tusindmænd; kyrillisk: тысяцкий; oprindeligt ledere fra bymilitsen, men senere en embedsmand for retsvæsen og handel), andre medlemmer af aristokratiske familier, og ærkebiskoppen i Novgorod. Enkelte forskere anser at ærkebiskoppen var lederen af bystatens udøvende magt, men det er vanskeligt at bestemme den nøjagtige myndighed for de forskellige embedsmænd. Nogen forskere mener, at det var et Råd af Herrer (eller embedsmænd) (russisk: Совет Господ), der var ledet af ærkebiskoppen, som mødtes i ærkebispens palads (og efter 1433 i Fasetpaladset), men senere har Jonas Granberg kastet sået, om sådant et råd nogensinde har eksisteret. Han hævder, at rådet er en konstruktion skabt af historikere, der drager for vidtrækkende slutninger på baggrund af sparsomme kilder. Den udøvende magt, i hvert fald nominelt, var altid Fyrsten i Novgorod, selv når deres magt var svækket i 1200- og tidligt i 1300-tallet. Men selv om ærkebiskoppen af Novgorod ikke var statsleder eller øverste udøvende leder i Republikken Novgorod, var han en vigtig embedsmand i byen. Udover opsynet med kirken i Novgorod, ledede han også delegationer, havde oversyn med visse retssager af sekulær natur, og udførte andre sekulære opgaver. Ærkebiskopperne ser imidlertid ud til at have arbejdet tæt sammen med bojarene for at opnå konsensus og handlede næsten aldrig på egen hånd. Ærkebiskopperne var sandsynligvis de rigeste enkeltstående landejere i Novgorod, og havde indtægter fra retsgebyrer, gebyrer for brug af vægte og mål på markedspladsen og fra andre kilder.
Den nøjagtige sammensætning af vetsjen er usikker, men den ser ud til at have været sammensat af medlemmer af byens befolkning, såvel som af den frie bønder. Hvorvidt, det var en demokratisk institution eller kontrolleret af bojarene, har været stærkt omdiskuteret. Posadnikene, tysjatskijene, og endog biskopper (fra 1156) og ærkebiskopper (fra 1165) af Novgorod blev ofte valgt eller godkendt af vetsjen.
Handelsfolk og håndværkere deltog også i Novgorods politiske liv. Traditionel teorier hævder, at de var organiseret i fem "kontsy" (kvarterer) – konets (russisk: конец; pl. концы dansk: ~ bydelene de boede i, og hver bydel var derefter organiseret efter gaderne, de boede i). Bydelene havde ofte navne, som indikerede at visse næringer var samlet i bestemte dele af byen. Næringsgrupperne havde sine sotnjaer (russisk: сотни, tr. hundredemænd), som antages at have været de første russiske lav. Der findes dog ingen bevis for, at det i Rus' fandtes lav, der kan sammenlignes med de som fandtes i Nederlandene, Tyskland, Frankrig eller England. Som med så meget andet i Novgorods middelalderhistorie, er den præcise sammensætning af disse handels- og håndværksorganisationer usikker, og de burde ikke sammenlignes med de mere vel organiserede lav i Vesteuropa. Det er muligt, at de forskellige "bydele" og "gader" blot var administrative grupper for nabolagene, og ikke lav. "Gade-organisationerne" var kendt for at bygge kirker i sine nabolag og for at begrave de døde i sine områder under pestudbrud, men bortset fra dette er deres aktiviteter usikre. Når det gælder Ivans hundrede, så er dens eksakte natur ikke kendt. Den var organiseret omkring Johanneskirken ved Opoki, lige nord for markedspladsen, og hvert medlem måtte betale et adgangsgebyr på en rulle Ypre-tøj fra Nordfrankrig til ærkebiskoppen. Tysjatskijene mæglede i konflikter mellem medlemmerne. Bortset fra dette er aktiviteterne for Ivans hundrede ukendte.
"Gader" og "bydele" kan have deltaget i den politiske beslutningsproces i Novgorod til støtte for bestemte bojargrupperinger, eller for at beskytte sine interesser. Handelsmænds "ældste" er også nævnt i traktater og andre dokumenter, men der eksisterer kun henved hundrede af sådanne dokumenter. Et halvt dusin er fra 1100-tallet, mens de fleste er fra efter 1262. Knapheden på kilder gør det derfor vanskeligt at bestemme Novgorods politiske struktur.
Fyrsten forblev en vigtig figur i Novgorods liv, selv om hans magt var stærkt reduceret. Af omkring 100 fyrster i Novgorod, blev måske halvdelen af dem inviteret ind eller afsatte af novgorodene, og fire af dem undertegnede en kontrakt kaldet en rjad (russisk: ряд), der beskyttede Novgorods bojarers interesserne og beskrev fyrstens rettigheder og ansvar. Alle rjad'ene, som fortsat findes, er fra fyrsterne i Tver, og det er usikkert, om dette var en sædvanlig praksis, eller om de havde et tilsvarende indhold. Igen er det knapheden på kilder, der vanskeliggør mere vidtrækkende konklusioner.
Fyrstens første og fremmeste funktion var at være en militær leder og beskytter af byens kirker, gav nye love, og afholdt domstole, selv om forhandlingerne ofte blev ledet af hans stedfortræder eller løjtnant, når han var fraværende fra byen. I henhold til flere rjad'er kunne fyrsten ikke udvise eller strafforfølge en borger af Novgorod uden for det novgorodske landområde. Fyrsterne havde to residenser, en ved markedspladsen kaldet Jaroslavs hof (russisk: Ярославово Дворище, tr. Jaroslavovo Dvorisjtje efter Jaroslav den vise), og Rjurikovo gorodisjtje (kyrillisk: Рюриково городище; dansk: ~ Rurikfæstningen) to kilometer syd for markedspladsen i byen.

## Administrativ organisering
Republiken Novgorods femtedele, alternativ til femtedele: pätin (efter russisk: Пятина tr. pjatina dansk: ~ en af fem eller femting), udgjorde en administrativ, territorial inddeling af Republikken Novgorod i fem dele. Begrebet med femtedele forekommer første gang i dokumenter fra slutningen af 1500-tallet. De afskaffedes med indførelsen af otte guvernementer ved et dekret af Peter 1. af Rusland ved en regional reform år 1708.
De fem femtedele var:
- Vodskaja pjatin (russisk: Водская Пятины), voternes femtedel, der strakte sig nordpå fra Novgorod. Området modsvarer omtrent det historiske landskab Ingermanland og lå mellem floderne Volkhov og Luga.
- Obonezjskaja pjatin (russisk: Обонежская Пятины), der strakte sig i nordøstlig retning fra Novgorod. Området lå rundt om søen Onega helt op til Onegabugten. Det var den største femtedel.
- Bezjetskaja pjatin (russisk: Бежецкая Пятины), lå øst for Novgorod, uden direkte kontakt med byen, mellem floden Msta og Volgas bifloder. Centralt i området ligger Bezjetskbjergene og byen Bezjetsk.
- Derevskaja pjatin (russisk: Деревская Пятины), lå sydvest for Novgorod, mellem floderne Msta og Lovat
- Sjelonskaja pjatin (russisk: Шелонская Пятины), også Solonski pjatin, Sjelonas femtedel. Denne femtedel strakte sig vestpå fra Novgorod, på begge sider af floden Sjelon, mellem floderne Luga og Lovat.

Grænserne for Sjelonskaja pjatin, Vodskaja pjatin og Obonezjskaja pjatin forandredes under den nordiske 25-årskrig, hvor områder af femtedelene tilfaldt Sverige.
Femtedelene var atter opdelt i len ("prisudov", присудов), lenene i områderne relaterede til kirkegårde og disse igen i byer. Hver femtedel blev styret af en "starosta", ældste.

## Økonomi
Republikken Novgorods økonomi baseret på jordbrug og husdyrhold (blandt andet drev både Novgorods ærkebiskopper og andre opdræt af heste til Novgorods hær), men jagt, biavl og fiskeri var også udbredt. I de fleste af republikkens regioner var disse håndværk kombineret med landbrug. Jern blev udvundet ved kysten ved Den Finske Bugt. Staraja Russa og andre steder i republikken var kendte for sine saltværker. Dyrkning af hør og humle var af stor betydning. Landets produkter som pelsværk, bivoks, honning, fisk, spæk, hør og humle blev solgt på markedet og eksporteret til andre russiske byer eller til udlandet.
Novgorod virkelige rigdom lå imidlertid i handelen med pelsværk. Byen var det vigtigste transitsted for handel mellem Rusland og Nordvesteuropa. Byen lå ved det nordvestre endepunkt for Silkevejen fra Kina, og ved den østre udkant af handelsnetværket omkring Østersøen, som var blevet udviklet af Hansaforbundet. Pelsværket kom fra Novgorods nordøstre lande, området nord for indsøerne Ladoga og Onega op til Hvidehavet og østover til Uralbjergene. Der var så mange pelsdyr der, at middelalderlige rejseskildringer fortæller om pelsdyr, som regner fra himmelen. Novgorods handelsmænd gjorde forretninger med svenske, tyske og danske byer. I tidligere tider sejlede Novgorods handelsmænd selv på Østersøen (flere hændelser, der involverede handelsfolk fra Novgorod på Gotland og i Danmark, er omtalt i Novgorods første krønike, og ortodokse kirker er blevet udgravet på Gotland). Hansaforbundet tillod imidlertid ikke Novgorods handelsmænd at drive uafhængig søhandel og at levere sin fragt i vesteuropæiske havne på egne skibe.
Mere end halvdelen af alt privatejet land i Novgorod var før 1300- og 1400-tallet koncentreret på hænderne af omkring 30–40 bojarfamilier. Disse enorme ejendomme tjente som materielle ressourcer, som sikrede bojarenes politiske herredømme. Skt. Sofia-katedralen i Novgorod (russisk: Дом святой Софии, tr. Dom svjatoj Sofii) — det vigtigste kirkelige etablissement i Novgorod — var deres hovedrival med hensyn til ejendomsbesiddelse. Dets vottjinaer lå i de mest økonomisk udviklede områder i Novgorods land. Jurevklosteret, Arkazjskijklosteret, Antonijevklosteret og andre privilegerede klostre er også kendt som betydelige jordejere. Desuden fandtes de såkaldte zjity ljudi (russisk: житьи люди), som ejede mindre landområder end bojarene, og uprivilegerede små vottjina-ejere kaldet svojezemtsy (russisk: своеземцы, dansk: ~ private landejere). Den vanligste form for udnyttelse af arbejdskraft — naturalskat-systemet — var typisk for de førnævnte kategorier af landejere. Deres husholdninger blev for det meste i varetaget af slaver (kholoper), hvis antal stadig aftog. Foruden naturalieskat, øgede også betaling med penge i betydning i andre halvdel af 1400-tallet.
Enkelte forskere mener, at jordejerne prøvede ved lov at binde bønderne til deres land. Nogen kategorier af afhængige bønder, så som davnije ljudi (russisk: давние люди), polovniki (russisk: половники), porutjniki (russisk: поручники) og dolzjniki (russisk: должники), var afskårne fra retten til at forlade sin herre. Bojarene og klostrene forsøgte også at forhindre andre bondekategorier i at bytte herre. Det var imidlertid en tradition i Rusland, at bønderne kunne forlade sit land, hvis de havde betalt alle sin skyldnere. De kunne rejse i ugerne før og efter "Skt. Georgs dag i høsten". Denne tradition blev dog "midlertidigt" ophævet af Ivan den Grusomme, mere end et århundrede efter erobringen af Novgorod. Den midlertidige ophævelse blev dog aldrig ophævet, og serfene blev formelt bundet til sit land ved Ulozjenie-loven i 1649.
Det kendes omkring 80 større opstande i republikken, som ofte udviklede sig til væbnede oprør. De mest kendte fandt sted i 1136, 1207, 1228–1229, 1270, 1418 og 1446–1447. Mange af disse opstande var mellem forskellige bojargrupperinger indbyrdes, eller, hvis et oprør involverede bønder eller handelsmænd mod bojarer, så bestod det ikke af bønder som ønskede at ændre den eksisterende sociale orden, men bundede oftere et krav om bedre styre. Det ser ikke ud til at have været et mål at afskaffe fyrstemyndigheden, ej heller at bønderne burde deltage i bystyret.

## Forholdet til udlandet
Novgorod kæmpede i flere århundreder mod svenske, danske og tyske korsfarere. Under de svensk-novgorodiske krige invaderede svenskerne først Finland og derefter Karelen, landområder hvor dele af befolkningen tidligere havde betalt skat til Novgorod. Tyskerne havde forsøgt at erobre Baltikum siden slutningen af 1100-tallet. Novgorod var i krig med Sverige 26 gange og 11 gange mod Sværdbroderordenen. De tyske riddere og de danske og svenske hærledere rettede flere ukoordinerede angreb i 1240-1242. Felttogene mislykkedes imidlertid efter Slaget ved Neva (1240) og Slaget på isen (1242). Den 12. august 1323 blev Nöteborg-traktaten, der fastsatte grænsen mellem Sverige og Novgorod, underskrevet. Dette var første gang, at grænsen mellem Sverige-Finland, og det som senere skulle blive Rusland, blev reguleret. Novgorods hær slog også påfølgende angreb tilbage.
Republikken Novgorod undgik rædslerne under Mongolernes invasion af Rus', dog ikke på grund af våbenstyrke, men fordi de mongolske lederne sandsynligvis ikke ønskede at køre fast i sumpene, som omgav byen, og vendte om 100 km fra Novgorod. Selv om republikken aldrig formelt blev erobret, begyndte republikken at betale tribut til khanerne af Den Gyldne Horde. I 1259 førte de mongolske skatteopkrævere og folketællernes ankomst til byen til politiske opstandelse, der tvang Alexander Nevskij til at straffe flere af byens embedsmænd (han skar næserne af dem) for at have trodset ham som storfyrste af Vladimir (som snart skulle blive khanens skatteopkræver i Rusland) og hans mongolske overherrer. I 1300-tallet assisterede Novgorods pirater (eller usjkujniki), der skabte frygt så langt væk som Kazan og Astrakhan, Novgorods hære i deres krige mod Moskva.

## Republikkens fald
Tver, Moskva og Storfyrstendømmet Litauen kæmpede for kontrollen over Novgorod (og byens enorme rigdom) fra 1300-tallet. Da han blev storfyrste i Vladimir, sendte Mikhail Jaroslavitj af Tver sine guvernører til Novgorod. En række uenigheder med Mikhail førte til, at Novgorod knyttede nærmere bånd til Moskva, under styret til Storfyrst Jurij. Delvis var Tvers nærhed en trussel for Novgorod (Fyrstedømmet Tver grænsede til de novgorodske lande). Det var frygtet at en Tver-fyrste ville annektere Novgorod-land og dermed svække republikken. På den tid havde Moskva ingen grænse mod Novgorod, og efter som fyrsterne i Moskva befandt sig længere væk, var de mere acceptable som fyrster i Novgorod. De kunne hjælpe Novgorod, når der var behov for det, men ville være for langt væk til at blande sig for meget i republikkens anliggender.
Efterhånden som Storfyrstedømmet Moskva voksede i styrke, blev dets fyrster imidlertid en alvorlig trussel for Novgorod. Ivan Kalita, Simeon Gordij og andre moskovitiske monarker forsøgte at indskrænke Novgorods uafhængighed. I 1397 opstod en kritisk konflikt mellem Moskva og Novgorod, da Moskva annekterede Dvinalandene langs Nordlige Dvina. Disse landområder var afgørende for Novgorods velstand, da meget af byens pelsværk kom derfra. Territoriet blev tilbageleveret til Novgorod året efter.
For at kunne modstå Moskvas aggression, forsøgte Novgorods ledere en alliance med Storfyrstendømmet Litauen. De fleste af Novgorods bojarer ønskede at beholde republikkens uafhængighed, for hvis Novgorod blev erobret, ville deres indtægter gå til storfyrsten og hans moskovitiske bojarer, og Novgorod ville gå nedgang og forfald i møde. Forkæmperne for at indgå en alliance med Litauen for at redde republikken blev kaldt Det litauiske parti, og var i følge traditionen ledet af Marfa Boretskaja, hustru til Posadnik Isak Boretskij.
I følge denne legende inviterede Boretskaja den litauiske småfyrste Mikhail Olelkovitsj til at blive hendes ægtemand og hersker af Novgorod. Hun fuldførte også en alliance med Kasimir, storfyrste af Litauen. Udsigterne til at skulle skifte troskab til fordel for Kongeriget Polen og Storfyrstedømmet Litauen forårsagede stor opstandelse blandt almindelige folk i Novgorod. Det er blevet hævdet, at Boretskaja blev gjort til syndebuk, sandsynligvis af ærkebiskop Feofil, for at fjerne skyld fra ham selv for hans brud på vilkårene i Jazjelbitskij-traktaten, som forbød Novgorod at drive udenrigspolitik uden storfyrstens godkendelse.
Selv om omfanget af Boretskajas rolle i det litauiske parti sandsynligvis er overdrevet, så forsøgte Novgorod faktisk at vende sig til kongen af Polen. Et aftaleudkast, som blev påstået at være fundet blandt byttet efter Slaget ved floden Sjelon, blev udarbejdet mellem Kasimir og Novgorod.
Storfyrsten i Moskva så Novgorods optræden som et brud på Jazjelbitsy-aftalen og gik i krig mod byen. Moskvas hær vandt en afgørende sejr i Slaget ved floden Sjelon i juli 1471, der stærkt begrænsede Novgorods handlefrihed derefter, selv om byen beholdt sin formelle uafhængighed i yderligere syv år. I 1478 sendte Ivan III sin hær for at indtage byen. Han begik folkemord mod indbyggerne, ødelagde byens vetje og stjal dets bibliotek og arkiver. Republikken Novgorod ophørte med dette at eksistere.